# ATP Challenger Tour 2015
Navigation
Saison 2014 Saison 2016
La saison 2015 de l'ATP Challenger Tour, circuit secondaire du tennis professionnel organisé par l'ATP, comprend 162 tournois répartis en 5 catégories en fonction de leur dotation qui varie de 40 000 à 125 000 $ ou de 35 000 à 106 500 €.
En fin d'année, les meilleurs joueurs du circuit se qualifient pour l'ATP Challenger Tour Finals, équivalent du Masters sur le circuit principal, qui offre une dotation de 220 000 $ et se déroule depuis 2011 à São Paulo.

## Répartition des tournois

### Par pays hôte
Quarante pays ont accueilli au moins un tournoi Challenger cette saison. Voici la liste et le nombre de tournois organisés par pays :
| - Italie : 24 - États-Unis : 19 - France : 13 - Chine : 7 - Allemagne : 6 - Brésil : 6 - Colombie : 6 - Turquie : 6 - Australie : 5 - Maroc : 5 | - Mexique : 5 - République tchèque : 5 - Inde : 4 - Japon : 4 - Ouzbékistan : 4 - Royaume-Uni : 4 - Canada : 3 - Corée du Sud : 3 - Pologne : 3 - Slovaquie : 3 | - Argentine : 2 - Chili : 2 - Espagne : 2 - Pays-Bas : 2 - Russie : 2 - Taïwan : 2 - Thaïlande : 2 - Belgique : 1 - Bosnie-Herzégovine : 1 - Équateur : 1 | - Finlande : 1 - Hong Kong : 1 - Israël : 1 - Kazakhstan : 1 - Pérou : 1 - République dominicaine : 1 - Roumanie : 1 - Slovénie : 1 - Uruguay : 1 - Viêt Nam : 1 |

### Par surface de jeu
Toutes les surfaces de jeu sont utilisées sur le circuit, mais une grande majorité de tournois se déroule soit sur dur (80 tournois), soit sur terre battue (75). En détail, cela donne la répartition suivante :
| Surface de jeu     | Dur (ext.) | Dur (int.) | Terre battue (ext.) | Terre battue (int.) | Gazon (ext.) | Moquette (int.) |
| Nombre de tournois | 57         | 23         | 74                  | 1                   | 3            | 4               |

### Par catégorie
Les tournois sont répartis en cinq catégories en fonction de leur dotation et des points ATP qu'ils distribuent.
| Catégorie du tournoi       | Nombre |
| -------------------------- | ------ |
| ATP Challenger Tour Finals | 1      |
| ATP Challenger 125         | 12     |
| ATP Challenger 110         | 11     |
| ATP Challenger 100         | 18     |
| ATP Challenger 90          | 57     |
| ATP Challenger 80          | 63     |

## Palmarès

### Janvier
| Date       | Tournoi                                                                          | Vainqueurs                            | Finalistes                         | Score              |
| ---------- | -------------------------------------------------------------------------------- | ------------------------------------- | ---------------------------------- | ------------------ |
| 5 janvier  | Challenger BNP Paribas de Nouvelle-Calédonie Nouméa 75 000 $ +H – Dur – Tableaux | Steve Darcis                          | Adrián Menéndez-Maceiras           | 6-3, 6-2           |
| 5 janvier  | Challenger BNP Paribas de Nouvelle-Calédonie Nouméa 75 000 $ +H – Dur – Tableaux | Austin Krajicek Tennys Sandgren       | Jarmere Jenkins Bradley Klahn      | 7-62, 65-7, [10-5] |
| 5 janvier  | City of Onkaparinga ATP Challenger Happy Valley 50 000 $ – Dur – Tableaux        | Ryan Harrison                         | Márcos Baghdatís                   | 7-68, 6-4          |
| 5 janvier  | City of Onkaparinga ATP Challenger Happy Valley 50 000 $ – Dur – Tableaux        | Andrey Kuznetsov Aleksandr Nedovyesov | Alex Bolt Andrew Whittington       | 7-5, 6-4           |
| 12 janvier | Morocco Tennis Tour Casablanca Casablanca 42 500 € – Terre battue – Tableaux     | Lamine Ouahab                         | Javier Martí                       | 6-0, 7-66          |
| 12 janvier | Morocco Tennis Tour Casablanca Casablanca 42 500 € – Terre battue – Tableaux     | Laurynas Grigelis Adrian Ungur        | Flavio Cipolla Alessandro Motti    | 3-6, 6-2, [10-5]   |
| 26 janvier | Claro Open Bucaramanga Bucaramanga 50 000 $ +H – Terre battue – Tableaux         | Daniel Gimeno-Traver                  | Gastão Elias                       | 6-3, 1-6, 7-5      |
| 26 janvier | Claro Open Bucaramanga Bucaramanga 50 000 $ +H – Terre battue – Tableaux         | Guillermo Durán Andrés Molteni        | Nicolás Barrientos Eduardo Struvay | 7-5, 68-7, [10-0]  |
| 26 janvier | Hong Kong ATP Challenger Hong Kong 50 000 $ – Dur – Tableaux                     | Kyle Edmund                           | Tatsuma Ito                        | 6-1, 6-2           |
| 26 janvier | Hong Kong ATP Challenger Hong Kong 50 000 $ – Dur – Tableaux                     | Hsieh Cheng-peng Yi Chu-huan          | Saketh Myneni Sanam Singh          | 6-4, 6-2           |
| 26 janvier | The Royal Lahaina Challenger Maui 50 000 $ – Dur – Tableaux                      | Jared Donaldson                       | Nicolas Meister                    | 6-1, 6-4           |
| 26 janvier | The Royal Lahaina Challenger Maui 50 000 $ – Dur – Tableaux                      | Jared Donaldson Stefan Kozlov         | Chase Buchanan Rhyne Williams      | 6-3, 6-4           |

### Février
| Date       | Tournoi                                                                           | Vainqueurs                             | Finalistes                         | Score             |
| ---------- | --------------------------------------------------------------------------------- | -------------------------------------- | ---------------------------------- | ----------------- |
| 2 février  | The RBC Tennis Championships of Dallas Dallas 100 000 $ – Dur (int.) – Tableaux   | Tim Smyczek                            | Rajeev Ram                         | 6-2, 4-1 ab.      |
| 2 février  | The RBC Tennis Championships of Dallas Dallas 100 000 $ – Dur (int.) – Tableaux   | Denys Molchanov Andrey Rublev          | Hans Hach Verdugo Luis Patiño      | 6-4, 7-65         |
| 2 février  | McDonald's Burnie International Burnie 50 000 $ – Dur – Tableaux                  | Chung Hyeon                            | Alex Bolt                          | 6-2, 7-5          |
| 2 février  | McDonald's Burnie International Burnie 50 000 $ – Dur – Tableaux                  | Carsten Ball Matt Reid                 | Radu Albot Matthew Ebden           | 7-5, 6-4          |
| 2 février  | Aegon GB Pro-Series Glasgow Glasgow 42 500 € – Dur (int.) – Tableaux              | Niels Desein                           | Ruben Bemelmans                    | 7-64, 2-6, 7-64   |
| 2 février  | Aegon GB Pro-Series Glasgow Glasgow 42 500 € – Dur (int.) – Tableaux              | Wesley Koolhof Matwé Middelkoop        | Sergueï Bubka Aleksandr Nedovyesov | 6-1, 6-4          |
| 9 février  | Trofeo FAIP - Perrel Bergame 42 500 € +H – Dur (int.) – Tableaux                  | Benoît Paire                           | Aleksandr Nedovyesov               | 6-3, 7-63         |
| 9 février  | Trofeo FAIP - Perrel Bergame 42 500 € +H – Dur (int.) – Tableaux                  | Martin Emmrich Andreas Siljeström      | Błażej Koniusz Mateusz Kowalczyk   | 6-4, 7-5          |
| 9 février  | Milex Tennis Open Saint-Domingue 50 000 $ +H – Terre battue – Tableaux            | Damir Džumhur                          | Renzo Olivo                        | 7-5, 3-1 ab.      |
| 9 février  | Milex Tennis Open Saint-Domingue 50 000 $ +H – Terre battue – Tableaux            | Roberto Maytín Hans Podlipnik-Castillo | Romain Arneodo Benjamin Balleret   | 6-3, 2-6, [10-4]  |
| 9 février  | Launceston International Launceston 50 000 $ – Dur – Tableaux                     | Bjorn Fratangelo                       | Chung Hyeon                        | 4-6, 6-2, 7-5     |
| 9 février  | Launceston International Launceston 50 000 $ – Dur – Tableaux                     | Radu Albot Mitchell Krueger            | Adam Hubble Jose Rubin Statham     | 3-6, 7-5, [11-9]  |
| 16 février | Wrocław Open Wrocław 85 000 € +H – Dur (int.) – Tableaux                          | Farrukh Dustov                         | Mirza Bašić                        | 6-3, 6-4          |
| 16 février | Wrocław Open Wrocław 85 000 € +H – Dur (int.) – Tableaux                          | Philipp Petzschner Tim Pütz            | Frank Dancevic Andriej Kapaś       | 7-64, 6-3         |
| 16 février | Delhi Open New Delhi 100 000 $ – Dur – Tableaux                                   | Somdev Devvarman                       | Yuki Bhambri                       | 3-6, 6-4, 6-0     |
| 16 février | Delhi Open New Delhi 100 000 $ – Dur – Tableaux                                   | Egor Gerasimov Alexander Kudryavtsev   | Riccardo Ghedin Toshihide Matsui   | 65-7, 6-4, [10-6] |
| 16 février | Morelos Open Cuernavaca 75 000 $ +H – Dur – Tableaux                              | Víctor Estrella                        | Damir Džumhur                      | 7-5, 6-4          |
| 16 février | Morelos Open Cuernavaca 75 000 $ +H – Dur – Tableaux                              | Ruben Gonzales Darren Walsh            | Emilio Gómez Roberto Maytín        | 4-6, 6-3, [12-10] |
| 23 février | Challenger La Manche Cherbourg 42 500 € +H – Dur (int.) – Tableaux                | Norbert Gombos                         | Benoît Paire                       | 6-1, 7-64         |
| 23 février | Challenger La Manche Cherbourg 42 500 € +H – Dur (int.) – Tableaux                | Andreas Beck Jan Mertl                 | Rameez Junaid Adil Shamasdin       | 6-2, 3-6, [10-3]  |
| 23 février | Shimadzu All Japan Indoor Championships Kyoto 50 000 $ +H – Dur (int.) – Tableaux | Michał Przysiężny                      | John Millman                       | 6-3, 3-6, 6-3     |
| 23 février | Shimadzu All Japan Indoor Championships Kyoto 50 000 $ +H – Dur (int.) – Tableaux | Benjamin Mitchell Jordan Thompson      | Go Soeda Yasutaka Uchiyama         | 6-3, 6-2          |
| 23 février | Emami Kolkata Open Calcutta 50 000 $ – Dur – Tableaux                             | Radu Albot                             | James Duckworth                    | 7-60, 6-1         |
| 23 février | Emami Kolkata Open Calcutta 50 000 $ – Dur – Tableaux                             | Somdev Devvarman Jeevan Nedunchezhiyan | James Duckworth Luke Saville       | Forfait           |

### Mars
| Date    | Tournoi                                                                                        | Vainqueurs                                   | Finalistes                         | Score             |
| ------- | ---------------------------------------------------------------------------------------------- | -------------------------------------------- | ---------------------------------- | ----------------- |
| 2 mars  | Open BNP Paribas Banque de Bretagne Quimper 42 500 € +H – Dur (int.) – Tableaux                | Benoît Paire                                 | Grégoire Barrère                   | 6-4, 3-6, 6-4     |
| 2 mars  | Open BNP Paribas Banque de Bretagne Quimper 42 500 € +H – Dur (int.) – Tableaux                | Flavio Cipolla Dominik Meffert               | Martin Emmrich Andreas Siljeström  | 3-6, 7-65, [10-8] |
| 9 mars  | China International Guangzhou Canton 50 000 $ +H – Dur – Tableaux                              | Kimmer Coppejans                             | Roberto Marcora                    | 7-66, 5-7, 6-1    |
| 9 mars  | China International Guangzhou Canton 50 000 $ +H – Dur – Tableaux                              | Daniel Muñoz de la Nava Aleksandr Nedovyesov | Fabrice Martin Purav Raja          | 6-2, 7-5          |
| 9 mars  | Cachantún Cup Santiago 40 000 $ +H – Terre battue – Tableaux                                   | Facundo Bagnis                               | Guilherme Clezar                   | 6-2, 5-7, 6-2     |
| 9 mars  | Cachantún Cup Santiago 40 000 $ +H – Terre battue – Tableaux                                   | Andrés Molteni Guido Pella                   | Andrea Collarini Máximo González   | 7-67, 3-6, [10-4] |
| 16 mars | Irving Tennis Classic Irving 125 000 $ +H – Dur – Tableaux                                     | Aljaž Bedene                                 | Tim Smyczek                        | 7-63, 3-6, 6-3    |
| 16 mars | Irving Tennis Classic Irving 125 000 $ +H – Dur – Tableaux                                     | Robert Lindstedt Serhiy Stakhovsky           | Benjamin Becker Philipp Petzschner | 6-4, 6-4          |
| 16 mars | Gemdale ATP Challenger China International Shenzhen 75 000 $ +H – Dur – Tableaux               | Blaž Kavčič                                  | André Ghem                         | 7-5, 6-4          |
| 16 mars | Gemdale ATP Challenger China International Shenzhen 75 000 $ +H – Dur – Tableaux               | Gero Kretschmer Alexander Satschko           | Saketh Myneni Divij Sharan         | 6-1, 3-6, [10-2]  |
| 16 mars | Challenger Banque Nationale de Drummondville Drummondville 50 000 $ +H – Dur (int.) – Tableaux | John-Patrick Smith                           | Frank Dancevic                     | 611-7, 7-63, 7-5  |
| 16 mars | Challenger Banque Nationale de Drummondville Drummondville 50 000 $ +H – Dur (int.) – Tableaux | Philip Bester Chris Guccione                 | Frank Dancevic Frank Moser         | 6-4, 7-66         |
| 16 mars | Kazan Kremlin Cup Kazan 40 000 $ +H – Dur (int.) – Tableaux                                    | Aslan Karatsev                               | Konstantin Kravchuk                | 6-4, 4-6, 6-3     |
| 16 mars | Kazan Kremlin Cup Kazan 40 000 $ +H – Dur (int.) – Tableaux                                    | Mikhail Elgin Igor Zelenay                   | Andrea Arnaboldi Matteo Viola      | 6-3, 6-3          |
| 30 mars | Electra Israel Open Ra'anana 125 000 $ – Dur – Tableaux                                        | Nikoloz Basilashvili                         | Lukáš Lacko                        | 4-6, 6-4, 6-3     |
| 30 mars | Electra Israel Open Ra'anana 125 000 $ – Dur – Tableaux                                        | Mate Pavić Michael Venus                     | Rameez Junaid Adil Shamasdin       | 6-1, 6-4          |
| 30 mars | Orange Open Guadeloupe Le Gosier 100 000 $ +H – Dur – Tableaux                                 | Ruben Bemelmans                              | Édouard Roger-Vasselin             | 7-66, 6-3         |
| 30 mars | Orange Open Guadeloupe Le Gosier 100 000 $ +H – Dur – Tableaux                                 | James Cerretani Antal van der Duim           | Wesley Koolhof Matwé Middelkoop    | 6-1, 6-3          |
| 30 mars | San Luis Open Challenger Tour San Luis Potosí 50 000 $ +H – Terre battue – Tableaux            | Guido Pella                                  | James McGee                        | 6-3, 6-3          |
| 30 mars | San Luis Open Challenger Tour San Luis Potosí 50 000 $ +H – Terre battue – Tableaux            | Guillermo Durán Horacio Zeballos             | Sergio Galdos Guido Pella          | 7-64, 6-4         |

### Avril
| Date     | Tournoi                                                                               | Vainqueurs                               | Finalistes                                  | Score             |
| -------- | ------------------------------------------------------------------------------------- | ---------------------------------------- | ------------------------------------------- | ----------------- |
| 6 avril  | Tennis Napoli Capri Watch Cup Naples 106 500 € +H – Terre battue – Tableaux           | Daniel Muñoz de la Nava                  | Matteo Donati                               | 6-2, 6-1          |
| 6 avril  | Tennis Napoli Capri Watch Cup Naples 106 500 € +H – Terre battue – Tableaux           | Ilija Bozoljac Filip Krajinović          | Nikoloz Basilashvili Alexander Bury         | 6-1, 6-2          |
| 6 avril  | Torneo Internacional Challenger León León 75 000 $ +H – Dur – Tableaux                | Austin Krajicek                          | Adrián Menéndez-Maceiras                    | 63-7, 7-65, 6-4   |
| 6 avril  | Torneo Internacional Challenger León León 75 000 $ +H – Dur – Tableaux                | Austin Krajicek Rajeev Ram               | Guillermo Durán Horacio Zeballos            | 6-2, 7-5          |
| 6 avril  | Batman Cup Batman 42 500 € – Dur – Tableaux                                           | Dudi Sela                                | Blaž Kavčič                                 | 65-7, 6-3, 6-3    |
| 6 avril  | Batman Cup Batman 42 500 € – Dur – Tableaux                                           | Aslan Karatsev Yaraslav Shyla            | Mate Pavić Michael Venus                    | 7-64, 4-6, [10-5] |
| 6 avril  | Open Harmonie Mutuelle Saint-Brieuc 35 000 € +H – Dur (int.) – Tableaux               | Nicolas Mahut                            | Yuichi Sugita                               | 3-6, 7-63, 6-4    |
| 6 avril  | Open Harmonie Mutuelle Saint-Brieuc 35 000 € +H – Dur (int.) – Tableaux               | Grégoire Burquier Alexandre Sidorenko    | Andriej Kapaś Yasutaka Uchiyama             | 6-3, 6-4          |
| 13 avril | Sarasota Open Sarasota 100 000 $ – Terre battue – Tableaux                            | Federico Delbonis                        | Facundo Bagnis                              | 6-4, 6-2          |
| 13 avril | Sarasota Open Sarasota 100 000 $ – Terre battue – Tableaux                            | Facundo Argüello Facundo Bagnis          | Chung Hyeon Divij Sharan                    | 3-6, 6-2, [13-11] |
| 13 avril | Mersin Cup Mersin 42 500 € – Terre battue – Tableaux                                  | Kimmer Coppejans                         | Marsel İlhan                                | 6-2, 6-2          |
| 13 avril | Mersin Cup Mersin 42 500 € – Terre battue – Tableaux                                  | Mate Pavić Michael Venus                 | Riccardo Ghedin Ramkumar Ramanathan         | 5-7, 6-3, [10-4]  |
| 20 avril | Zurich Jalisco Open Guadalajara 100 000 $ +H – Dur – Tableaux                         | Rajeev Ram                               | Jason Jung                                  | 6-1, 6-2          |
| 20 avril | Zurich Jalisco Open Guadalajara 100 000 $ +H – Dur – Tableaux                         | Austin Krajicek Rajeev Ram               | Marcelo Demoliner Miguel Ángel Reyes-Varela | 7-5, 4-6, [10-6]  |
| 20 avril | Citta di Vercelli - Trofeo Multimed Verceil 42 500 € – Terre battue – Tableaux        | Taro Daniel                              | Filippo Volandri                            | 6-3, 1-6, 6-4     |
| 20 avril | Citta di Vercelli - Trofeo Multimed Verceil 42 500 € – Terre battue – Tableaux        | Andrea Arnaboldi Hans Podlipnik-Castillo | Sergey Betov Mikhail Elgin                  | 65-7, 7-5, [10-3] |
| 20 avril | Campeonato Internacional de Tênis de Santos Santos 50 000 $ – Terre battue – Tableaux | Blaž Rola                                | Germain Gigounon                            | 6-3, 3-6, 6-3     |
| 20 avril | Campeonato Internacional de Tênis de Santos Santos 50 000 $ – Terre battue – Tableaux | Máximo González Roberto Maytín           | Andrés Molteni Guido Pella                  | 6-4, 7-64         |
| 20 avril | St. Joseph's/Candler Savannah Challenger Savannah 50 000 $ – Terre battue – Tableaux  | Chung Hyeon                              | James McGee                                 | 6-3, 6-2          |
| 20 avril | St. Joseph's/Candler Savannah Challenger Savannah 50 000 $ – Terre battue – Tableaux  | Guillermo Durán Horacio Zeballos         | Dennis Novikov Julio Peralta                | 6-4, 6-3          |
| 27 avril | Santaizi ATP Challenger Taipei 75 000 $ +H – Moquette (int.) – Tableaux               | Sam Groth                                | Konstantin Kravchuk                         | 65-7, 6-4, 7-63   |
| 27 avril | Santaizi ATP Challenger Taipei 75 000 $ +H – Moquette (int.) – Tableaux               | Matthew Ebden Wang Chieh-fu              | Sanchai Ratiwatana Sonchat Ratiwatana       | 6-1, 6-4          |
| 27 avril | Ace Tennis Turin 42 500 € +H – Terre battue – Tableaux                                | Marco Cecchinato                         | Kimmer Coppejans                            | 6-2, 6-3          |
| 27 avril | Ace Tennis Turin 42 500 € +H – Terre battue – Tableaux                                | Wesley Koolhof Matwé Middelkoop          | Dino Marcan Antonio Šančić                  | 4-6, 6-3, [10-5]  |
| 27 avril | China International Anning Anning 50 000 $ +H – Terre battue – Tableaux               | Franko Škugor                            | Gavin Van Peperzeel                         | 7-5, 6-2          |
| 27 avril | China International Anning Anning 50 000 $ +H – Terre battue – Tableaux               | Bai Yan Wu Di                            | Karunuday Singh Andrew Whittington          | 6-3, 6-4          |
| 27 avril | Prosperita Open Ostrava 42 500 € – Terre battue – Tableaux                            | Íñigo Cervantes                          | Adam Pavlásek                               | 7-65, 6-4         |
| 27 avril | Prosperita Open Ostrava 42 500 € – Terre battue – Tableaux                            | Andrej Martin Hans Podlipnik-Castillo    | Roman Jebavý Jan Šátral                     | 4-6, 7-5, [10-1]  |
| 27 avril | São Paulo Challenger de Tênis São Paulo 50 000 $ – Terre battue – Tableaux            | Guido Pella                              | Christian Lindell                           | 7-5, 7-61         |
| 27 avril | São Paulo Challenger de Tênis São Paulo 50 000 $ – Terre battue – Tableaux            | Chase Buchanan Blaž Rola                 | Guido Andreozzi Sergio Galdós               | 6-4, 6-4          |
| 27 avril | Tallahassee Challenger Tallahassee 50 000 $ – Terre battue – Tableaux                 | Facundo Argüello                         | Frances Tiafoe                              | 2-6, 7-65, 6-4    |
| 27 avril | Tallahassee Challenger Tallahassee 50 000 $ – Terre battue – Tableaux                 | Dennis Novikov Julio Peralta             | Somdev Devvarman Sanam Singh                | 6-2, 6-4          |

### Mai
| Date   | Tournoi                                                                              | Vainqueurs                                  | Finalistes                       | Score             |
| ------ | ------------------------------------------------------------------------------------ | ------------------------------------------- | -------------------------------- | ----------------- |
| 4 mai  | Busan Open Busan 100 000 $ +H – Dur – Tableaux                                       | Chung Hyeon                                 | Lukáš Lacko                      | 6-3, 6-1          |
| 4 mai  | Busan Open Busan 100 000 $ +H – Dur – Tableaux                                       | Sanchai Ratiwatana Sonchat Ratiwatana       | Nam Ji-sung Song Min-kyu         | 7-62, 3-6, [10-7] |
| 4 mai  | Open du Pays d'Aix Aix-en-Provence 64 000 € +H – Terre battue – Tableaux             | Robin Haase                                 | Paul-Henri Mathieu               | 7-61, 6-2         |
| 4 mai  | Open du Pays d'Aix Aix-en-Provence 64 000 € +H – Terre battue – Tableaux             | Robin Haase Aisam-Ul-Haq Qureshi            | Nicholas Monroe Artem Sitak      | 6-1, 6-2          |
| 4 mai  | Garden Open Rome 42 500 € +H – Terre battue – Tableaux                               | Aljaž Bedene                                | Adam Pavlásek                    | 7-5, 6-2          |
| 4 mai  | Garden Open Rome 42 500 € +H – Terre battue – Tableaux                               | Dustin Brown František Čermák               | Andrés Molteni Marco Trungelliti | 6-1, 6-2          |
| 4 mai  | Seguros Bolívar Open Cali Cali 50 000 $ +H – Terre battue – Tableaux                 | Fernando Romboli                            | Giovanni Lapentti                | 4-6, 6-3, 6-2     |
| 4 mai  | Seguros Bolívar Open Cali Cali 50 000 $ +H – Terre battue – Tableaux                 | Marcelo Demoliner Miguel Ángel Reyes-Varela | Emilio Gómez Roberto Maytín      | 6-1, 6-2          |
| 4 mai  | Karshi Challenger Karchi 50 000 $ +H – Dur – Tableaux                                | Teymuraz Gabashvili                         | Evgeny Donskoy                   | 5-2 ab.           |
| 4 mai  | Karshi Challenger Karchi 50 000 $ +H – Dur – Tableaux                                | Yuki Bhambri Adrián Menéndez-Maceiras       | Sergey Betov Mikhail Elgin       | 5-7, 6-3, [10-8]  |
| 11 mai | BNP Paribas Primrose Bordeaux Bordeaux 85 000 € +H – Terre battue – Tableaux         | Thanasi Kokkinakis                          | Thiemo de Bakker                 | 6-4, 1-6, 7-65    |
| 11 mai | BNP Paribas Primrose Bordeaux Bordeaux 85 000 € +H – Terre battue – Tableaux         | Thiemo de Bakker Robin Haase                | Lucas Pouille Serhiy Stakhovsky  | 6-3, 7-5          |
| 11 mai | Neckarcup Heilbronn 42 500 € +H – Terre battue (int.) – Tableaux                     | Alexander Zverev                            | Guido Pella                      | 6-1, 7-67         |
| 11 mai | Neckarcup Heilbronn 42 500 € +H – Terre battue (int.) – Tableaux                     | Mateusz Kowalczyk Igor Zelenay              | Dominik Meffert Tim Pütz         | 6-4, 6-3          |
| 11 mai | Samarkand Challenger Samarcande 50 000 $ +H – Terre battue – Tableaux                | Teymuraz Gabashvili                         | Yuki Bhambri                     | 6-3, 6-1          |
| 11 mai | Samarkand Challenger Samarcande 50 000 $ +H – Terre battue – Tableaux                | Sergey Betov Mikhail Elgin                  | Laslo Djere Pedja Krstin         | 6-4, 6-3          |
| 11 mai | Lecoq Seoul Open Séoul 50 000 $ – Dur – Tableaux                                     | Go Soeda                                    | Chung Hyeon                      | 3-6, 6-3, 6-3     |
| 11 mai | Lecoq Seoul Open Séoul 50 000 $ – Dur – Tableaux                                     | Gong Maoxin Peng Hsien-yin                  | Lee Hyung-taik Danai Udomchoke   | 6-4, 7-5          |
| 18 mai | Eskişehir Cup Eskişehir 42 500 € – Dur – Tableaux                                    | Paolo Lorenzi                               | Íñigo Cervantes                  | 7-64, 7-65        |
| 18 mai | Eskişehir Cup Eskişehir 42 500 € – Dur – Tableaux                                    | Sergey Betov Mikhail Elgin                  | Chen Ti Ruan Roelofse            | 6-4, 62-7, [10-7] |
| 25 mai | Internazionali di tennis Citta di Vicenza Vicence 42 500 € – Terre battue – Tableaux | Íñigo Cervantes                             | John Millman                     | 6-4, 6-2          |
| 25 mai | Internazionali di tennis Citta di Vicenza Vicence 42 500 € – Terre battue – Tableaux | Facundo Bagnis Guido Pella                  | Salvatore Caruso Federico Gaio   | 6-2, 6-4          |

### Juin
| Date     | Tournoi                                                                                   | Vainqueurs                       | Finalistes                               | Score             |
| -------- | ----------------------------------------------------------------------------------------- | -------------------------------- | ---------------------------------------- | ----------------- |
| 1er juin | UniCredit Czech Open Prostějov 106 500 € +H – Terre battue – Tableaux                     | Jiří Veselý                      | Laslo Djere                              | 6-4, 6-2          |
| 1er juin | UniCredit Czech Open Prostějov 106 500 € +H – Terre battue – Tableaux                     | Julian Knowle Philipp Oswald     | Mateusz Kowalczyk Igor Zelenay           | 4-6, 6-3, [11-9]  |
| 1er juin | Franken Challenge Fürth 42 500 € +H – Terre battue – Tableaux                             | Taro Daniel                      | Albert Montañés                          | 6-3, 6-0          |
| 1er juin | Franken Challenge Fürth 42 500 € +H – Terre battue – Tableaux                             | Guillermo Durán Horacio Zeballos | Íñigo Cervantes Renzo Olivo              | 6-1, 6-3          |
| 1er juin | XIII Venice Challenge Save Cup Mestre 42 500 € – Terre battue – Tableaux                  | Máximo González                  | Jozef Kovalík                            | 6-1, 6-3          |
| 1er juin | XIII Venice Challenge Save Cup Mestre 42 500 € – Terre battue – Tableaux                  | Flavio Cipolla Potito Starace    | Facundo Bagnis Sergio Galdós             | 5-7, 7-63, [10-4] |
| 1er juin | Aegon Manchester Trophy Manchester 42 500 € – Gazon – Tableaux                            | Sam Groth                        | Luke Saville                             | 7-5, 6-1          |
| 1er juin | Aegon Manchester Trophy Manchester 42 500 € – Gazon – Tableaux                            | Chris Guccione André Sá          | Raven Klaasen Rajeev Ram                 | Forfait           |
| 1er juin | Gimcheon Open Championships Gimcheon 50 000 $ – Dur – Tableaux                            | Alexander Sarkissian             | Connor Smith                             | 7-65, 6-4         |
| 1er juin | Gimcheon Open Championships Gimcheon 50 000 $ – Dur – Tableaux                            | Zhe Li Jose Rubin Statham        | Dean O'Brien Ruan Roelofse               | 6-4, 6-2          |
| 8 juin   | Citta di Caltanissetta Caltanissetta 106 500 € +H – Terre battue – Tableaux               | Elias Ymer                       | Bjorn Fratangelo                         | 6-3, 6-2          |
| 8 juin   | Citta di Caltanissetta Caltanissetta 106 500 € +H – Terre battue – Tableaux               | Guido Andreozzi Guillermo Durán  | Lee Hsin-han Alessandro Motti            | 6-3, 6-2          |
| 8 juin   | Hoff Open Moscou 50 000 $ +H – Terre battue – Tableaux                                    | Daniel Muñoz de la Nava          | Radu Albot                               | 6-0, 6-1          |
| 8 juin   | Hoff Open Moscou 50 000 $ +H – Terre battue – Tableaux                                    | Renzo Olivo Horacio Zeballos     | Julio Peralta Matt Seeberger             | 7-5, 6-3          |
| 8 juin   | Sparta Prague Open Prague 42 500 € +H – Terre battue – Tableaux                           | Norbert Gombos                   | Albert Montañés                          | 7-65, 5-7, 7-62   |
| 8 juin   | Sparta Prague Open Prague 42 500 € +H – Terre battue – Tableaux                           | Mateusz Kowalczyk Igor Zelenay   | Roberto Maytín Miguel Ángel Reyes-Varela | 6-2, 7-65         |
| 8 juin   | Aegon Surbiton Trophy Surbiton 42 500 € – Gazon – Tableaux                                | Matthew Ebden                    | Denis Kudla                              | 64-7, 6-4, 7-65   |
| 8 juin   | Aegon Surbiton Trophy Surbiton 42 500 € – Gazon – Tableaux                                | Ken Skupski Neal Skupski         | Marcus Daniell Marcelo Demoliner         | 6-3, 6-4          |
| 15 juin  | Poprad-Tatry Challenger Poprad 42 500 € +H – Terre battue – Tableaux                      | Adam Pavlásek                    | Hans Podlipnik-Castillo                  | 6-2, 3-6, 6-3     |
| 15 juin  | Poprad-Tatry Challenger Poprad 42 500 € +H – Terre battue – Tableaux                      | Roman Jebavý Jan Šátral          | Norbert Gombos Adam Pavlásek             | 6-2, 6-2          |
| 15 juin  | Citta di Perugia Blu-Express.com Tennis Cup Pérouse 42 500 € +H – Terre battue – Tableaux | Pablo Carreño-Busta              | Matteo Viola                             | 6-2, 6-2          |
| 15 juin  | Citta di Perugia Blu-Express.com Tennis Cup Pérouse 42 500 € +H – Terre battue – Tableaux | Andrea Collarini Andrés Molteni  | James Cerretani Costin Pavăl             | 6-3, 7-5          |
| 15 juin  | Fergana Challenger Ferghana 50 000 $ +H – Dur – Tableaux                                  | Teymuraz Gabashvili              | Alexander Kudryavtsev                    | 6-2, 1-0 ab.      |
| 15 juin  | Fergana Challenger Ferghana 50 000 $ +H – Dur – Tableaux                                  | Sergey Betov Mikhail Elgin       | Denys Molchanov Franko Škugor            | 6-3, 7-5          |
| 15 juin  | Aegon Ilkley Trophy Ilkley 42 500 € – Gazon – Tableaux                                    | Denis Kudla                      | Matthew Ebden                            | 6-3, 6-4          |
| 15 juin  | Aegon Ilkley Trophy Ilkley 42 500 € – Gazon – Tableaux                                    | Marcus Daniell Marcelo Demoliner | Ken Skupski Neal Skupski                 | 7-63, 6-4         |
| 15 juin  | Internationaux de Tennis de Blois Blois 35 000 € +H – Terre battue – Tableaux             | Mathias Bourgue                  | Daniel Muñoz de la Nava                  | 2-6, 6-4, 6-2     |
| 15 juin  | Internationaux de Tennis de Blois Blois 35 000 € +H – Terre battue – Tableaux             | Rémi Boutillier Maxime Teixeira  | Guilherme Clezar Nicolás Kicker          | 6-3, 4-6, [10-8]  |
| 22 juin  | Aspria Tennis Cup - Trofeo BCS Milan 42 500 € – Terre battue – Tableaux                   | Federico Delbonis                | Rogério Dutra Silva                      | 6-1, 7-66         |
| 22 juin  | Aspria Tennis Cup - Trofeo BCS Milan 42 500 € – Terre battue – Tableaux                   | Nikola Mektić Antonio Šančić     | Cristian Garín Juan Carlos Sáez          | 6-3, 6-4          |
| 29 juin  | Marburg Open Marbourg 42 500 € +H – Terre battue – Tableaux                               | Íñigo Cervantes                  | Nils Langer                              | 2-6, 7-63, 6-3    |
| 29 juin  | Marburg Open Marbourg 42 500 € +H – Terre battue – Tableaux                               | Wesley Koolhof Matwé Middelkoop  | Tobias Kamke Simon Stadler               | 6-1, 7-5          |
| 29 juin  | Challenger 2001 Team Citta di Padova Padoue 42 500 € +H – Terre battue – Tableaux         | Andrej Martin                    | Albert Montañés                          | 0-6, 6-4, 7-66    |
| 29 juin  | Challenger 2001 Team Citta di Padova Padoue 42 500 € +H – Terre battue – Tableaux         | Mikhail Elgin Andrey Rublev      | Federico Gaio Alessandro Giannessi       | 6-4, 7-64         |

### Juillet
| Date       | Tournoi                                                                                 | Vainqueurs                            | Finalistes                              | Score               |
| ---------- | --------------------------------------------------------------------------------------- | ------------------------------------- | --------------------------------------- | ------------------- |
| 6 juillet  | Sparkassen Open Brunswick 106 500 € +H – Terre battue – Tableaux                        | Filip Krajinović                      | Paul-Henri Mathieu                      | 6-2, 6-4            |
| 6 juillet  | Sparkassen Open Brunswick 106 500 € +H – Terre battue – Tableaux                        | Sergey Betov Mikhail Elgin            | Damir Džumhur Franko Škugor             | 3-6, 6-1, [10-5]    |
| 6 juillet  | Distal & ITR Group Tennis Cup Todi 42 500 € +H – Terre battue – Tableaux                | Aljaž Bedene                          | Nicolás Kicker                          | 7-63, 6-4           |
| 6 juillet  | Distal & ITR Group Tennis Cup Todi 42 500 € +H – Terre battue – Tableaux                | Flavio Cipolla Máximo González        | Andreas Beck Peter Gojowczyk            | 6-4, 6-1            |
| 6 juillet  | Nielsen Pro Tennis Championship Winnetka 50 000 $ – Dur – Tableaux                      | Somdev Devvarman                      | Daniel Nguyen                           | 7-5, 4-6, 7-65      |
| 6 juillet  | Nielsen Pro Tennis Championship Winnetka 50 000 $ – Dur – Tableaux                      | Johan Brunström Nicholas Monroe       | Sekou Bangoura Frank Dancevic           | 4-6, 6-3, [10-8]    |
| 13 juillet | Poznań Open Poznań 64 000 € +H – Terre battue – Tableaux                                | Pablo Carreño-Busta                   | Radu Albot                              | 6-4, 6-4            |
| 13 juillet | Poznań Open Poznań 64 000 € +H – Terre battue – Tableaux                                | Mikhail Elgin Mateusz Kowalczyk       | Julio Peralta Matt Seeberger            | 3-6, 6-3, [10-6]    |
| 13 juillet | San Benedetto Tennis Cup San Benedetto del Tronto 64 000 € +H – Terre battue – Tableaux | Albert Ramos                          | Alessandro Giannessi                    | 6-2, 6-4            |
| 13 juillet | San Benedetto Tennis Cup San Benedetto del Tronto 64 000 € +H – Terre battue – Tableaux | Dino Marcan Antonio Šančić            | César Ramírez Miguel Ángel Reyes-Varela | 6-3, 610-7, [12-10] |
| 20 juillet | Challenger Banque Nationale de Granby Granby 100 000 $ – Dur – Tableaux                 | Vincent Millot                        | Philip Bester                           | 6-4, 6-4            |
| 20 juillet | Challenger Banque Nationale de Granby Granby 100 000 $ – Dur – Tableaux                 | Philip Bester Peter Polansky          | Enzo Couacaud Luke Saville              | 65-7, 7-62, [10-7]  |
| 20 juillet | Sport 1 Open Scheveningen 42 500 € +H – Terre battue – Tableaux                         | Nikoloz Basilashvili                  | Andrey Kuznetsov                        | 63-7, 7-64, 6-3     |
| 20 juillet | Sport 1 Open Scheveningen 42 500 € +H – Terre battue – Tableaux                         | Ariel Behar Eduardo Dischinger        | Aslan Karatsev Andrey Kuznetsov         | Forfait             |
| 20 juillet | Aamulehti Tampere Open Tampere 42 500 € +H – Terre battue – Tableaux                    | Tristan Lamasine (en)                 | André Ghem                              | 6-3, 6-2            |
| 20 juillet | Aamulehti Tampere Open Tampere 42 500 € +H – Terre battue – Tableaux                    | André Ghem Tristan Lamasine (en)      | Harri Heliovaara Patrik Niklas-Salminen | 7-65, 7-64          |
| 20 juillet | Guzzini Challenger Recanati 42 500 € +H – Dur – Tableaux                                | Mirza Bašić                           | Ričardas Berankis                       | 6-4, 3-6, 7-64      |
| 20 juillet | Guzzini Challenger Recanati 42 500 € +H – Dur – Tableaux                                | Divij Sharan Ken Skupski              | Ilija Bozoljac Flavio Cipolla           | 4-6, 7-63, [10-6]   |
| 20 juillet | Levene Gouldin & Thompson Tennis Challenger Binghamton 50 000 $ – Dur – Tableaux        | Kyle Edmund                           | Bjorn Fratangelo                        | 6-2, 6-3            |
| 20 juillet | Levene Gouldin & Thompson Tennis Challenger Binghamton 50 000 $ – Dur – Tableaux        | Dean O'Brien Ruan Roelofse            | Daniel Nguyen Dennis Novikov            | 6-1, 7-60           |
| 27 juillet | President's Cup Astana 75 000 $ – Dur – Tableaux                                        | Mikhail Kukushkin                     | Evgeny Donskoy                          | 6-2, 6-2            |
| 27 juillet | President's Cup Astana 75 000 $ – Dur – Tableaux                                        | Konstantin Kravchuk Denys Molchanov   | Chung Yunseong Djurabeck Karimov        | 6-2, 6-2            |
| 27 juillet | Challenger Pulcra Lachiter Biella 42 500 € – Terre battue – Tableaux                    | Andrej Martin                         | Nicolás Kicker                          | 6-4, 6-2            |
| 27 juillet | Challenger Pulcra Lachiter Biella 42 500 € – Terre battue – Tableaux                    | Andrej Martin Hans Podlipnik-Castillo | Alexandru-Daniel Carpen Dino Marcan     | 7-5, 1-6, [10-8]    |
| 27 juillet | Kentucky Bank Tennis Championships Lexington 50 000 $ – Dur – Tableaux                  | John Millman                          | Yasutaka Uchiyama                       | 6-3, 3-6, 6-4       |
| 27 juillet | Kentucky Bank Tennis Championships Lexington 50 000 $ – Dur – Tableaux                  | Carsten Ball Brydan Klein             | Dean O'Brien Ruan Roelofse              | 6-4, 7-64           |

### Août
| Date    | Tournoi | Vainqueurs                             | Finalistes                         | Score              |
| ------- | --- | -------------------------------------- | ---------------------------------- | ------------------ |
| 3 août  | Svijany Open Liberec 42 500 € +H – Terre battue – Tableaux                                                     | Tobias Kamke                           | Andrej Martin                      | 7-66, 6-4          |
| 3 août  | Svijany Open Liberec 42 500 € +H – Terre battue – Tableaux                                                     | Andrej Martin Hans Podlipnik-Castillo  | Wesley Koolhof Matwé Middelkoop    | 7-5, 63-7, [10-5]  |
| 3 août  | Open Castilla y León Ségovie 42 500 € +H – Dur – Tableaux                                                      | Evgeny Donskoy                         | Marco Chiudinelli                  | 7-62, 6-3          |
| 3 août  | Open Castilla y León Ségovie 42 500 € +H – Dur – Tableaux                                                      | Alexander Kudryavtsev Denys Molchanov  | Alexander Bury Andreas Siljeström  | 6-2, 6-4           |
| 3 août  | Internazionali di Tennis di Cortina d'Ampezzo Cortina d'Ampezzo 42 500 € – Terre battue – Tableaux             | Paolo Lorenzi                          | Máximo González                    | 6-3, 7-5           |
| 3 août  | Internazionali di Tennis di Cortina d'Ampezzo Cortina d'Ampezzo 42 500 € – Terre battue – Tableaux             | Paolo Lorenzi Matteo Viola             | Lee Hsin-Han Alessandro Motti      | 65-7, 6-4, [10-3]  |
| 10 août | The Comerica Bank Challenger Aptos 100 000 $ – Dur – Tableaux                                                  | John Millman                           | Austin Krajicek                    | 7-5, 2-6, 6-3      |
| 10 août | The Comerica Bank Challenger Aptos 100 000 $ – Dur – Tableaux                                                  | Chris Guccione Artem Sitak             | Yuki Bhambri Matthew Ebden         | 6-4, 7-62          |
| 10 août | Advantage Cars Prague Open Prague 42 500 € +H – Terre battue – Tableaux                                        | Rogério Dutra Silva                    | Radu Albot                         | 6-2, 65-7, 6-4     |
| 10 août | Advantage Cars Prague Open Prague 42 500 € +H – Terre battue – Tableaux                                        | Wesley Koolhof Matwé Middelkoop        | Sergey Betov Mikhail Elgin         | 6-4, 3-6, [10-7]   |
| 10 août | Tilia Slovenia Open Portorož 42 500 € – Dur – Tableaux                                                         | Luca Vanni                             | Grega Žemlja                       | 6-3, 7-66          |
| 10 août | Tilia Slovenia Open Portorož 42 500 € – Dur – Tableaux                                                         | Fabrice Martin Purav Raja              | Alexander Bury Andreas Siljeström  | 7-65, 4-6, [18-16] |
| 17 août | Odlum Brown VanOpen Vancouver 100 000 $ – Dur – Tableaux                                                       | Dudi Sela                              | John-Patrick Smith                 | 6-4, 7-5           |
| 17 août | Odlum Brown VanOpen Vancouver 100 000 $ – Dur – Tableaux                                                       | Treat Conrad Huey Frederik Nielsen     | Yuki Bhambri Michael Venus         | 7-64, 63-7, [10-5] |
| 17 août | Intermek Tennis Cup - Internazionali del Friuli Venezia Giulia Cordenons 42 500 € +H – Terre battue – Tableaux | Filip Krajinović                       | Adrian Ungur                       | 5-7, 6-4, 4-1 ab.  |
| 17 août | Intermek Tennis Cup - Internazionali del Friuli Venezia Giulia Cordenons 42 500 € +H – Terre battue – Tableaux | Andrej Martin Igor Zelenay             | Dino Marcan Antonio Šančić         | 6-4, 5-7, [10-8]   |
| 17 août | Maserati Challenger Meerbusch 42 500 € – Terre battue – Tableaux                                               | Andreas Haider-Maurer                  | Carlos Berlocq                     | 6-2, 6-4           |
| 17 août | Maserati Challenger Meerbusch 42 500 € – Terre battue – Tableaux                                               | Dustin Brown Rameez Junaid             | Wesley Koolhof Matwé Middelkoop    | 6-4, 7-5           |
| 24 août | Antonio Savoldi-Marco Cò – Trofeo Dimmidisì Manerbio 42 500 € +H – Terre battue – Tableaux                     | Andrey Kuznetsov                       | Daniel Muñoz de la Nava            | 6-4, 3-6, 6-1      |
| 24 août | Antonio Savoldi-Marco Cò – Trofeo Dimmidisì Manerbio 42 500 € +H – Terre battue – Tableaux                     | Flavio Cipolla Daniel Muñoz de la Nava | Gero Kretschmer Alexander Satschko | 7-65, 3-6, [11-9]  |
| 31 août | Trofeo Citta di Como Côme 42 500 € – Terre battue – Tableaux                                                   | Andrey Kuznetsov                       | Daniel Brands                      | 6-4, 6-3           |
| 31 août | Trofeo Citta di Como Côme 42 500 € – Terre battue – Tableaux                                                   | Gero Kretschmer Alexander Satschko     | Kenny de Schepper Maxime Teixeira  | 7-63, 6-4          |
| 31 août | Chang-Sat Bangkok Open Bangkok 50 000 $ – Dur – Tableaux                                                       | Yuichi Sugita                          | Marco Trungelliti                  | 6-4, 6-2           |
| 31 août | Chang-Sat Bangkok Open Bangkok 50 000 $ – Dur – Tableaux                                                       | Bai Yan Riccardo Ghedin                | Chen Ti Zhe Li                     | 6-2, 7-5           |

### Septembre
| Date         | Tournoi                                                                                      | Vainqueurs                             | Finalistes                            | Score             |
| ------------ | -------------------------------------------------------------------------------------------- | -------------------------------------- | ------------------------------------- | ----------------- |
| 7 septembre  | AON Open Challenger Gênes 106 500 € +H – Terre battue – Tableaux                             | Nicolás Almagro                        | Marco Cecchinato                      | 61-7, 6-1, 6-4    |
| 7 septembre  | AON Open Challenger Gênes 106 500 € +H – Terre battue – Tableaux                             | Guillermo Durán Horacio Zeballos       | Andrea Arnaboldi Alessandro Giannessi | 7-5, 6-4          |
| 7 septembre  | Copa Sevilla Séville 42 500 € +H – Terre battue – Tableaux                                   | Pedro Cachín                           | Pablo Carreño-Busta                   | 7-5, 6-3          |
| 7 septembre  | Copa Sevilla Séville 42 500 € +H – Terre battue – Tableaux                                   | Wesley Koolhof Matwé Middelkoop        | Marco Bortolotti Kamil Majchrzak      | 7-65, 6-4         |
| 7 septembre  | Claro Open Barranquilla Barranquilla 50 000 $ +H – Terre battue – Tableaux                   | Borna Ćorić                            | Rogério Dutra Silva                   | 6-4, 6-1          |
| 7 septembre  | Claro Open Barranquilla Barranquilla 50 000 $ +H – Terre battue – Tableaux                   | Marcelo Arévalo Sergio Galdós          | Duilio Beretta Mauricio Echazú        | 6-1, 6-4          |
| 7 septembre  | TEAN International Alphen-sur-le-Rhin 42 500 € – Terre battue – Tableaux                     | Damir Džumhur                          | Igor Sijsling                         | 6-1, 2-6, 6-1     |
| 7 septembre  | TEAN International Alphen-sur-le-Rhin 42 500 € – Terre battue – Tableaux                     | Tobias Kamke Jan-Lennard Struff        | Victor Hănescu Adrian Ungur           | 7-61, 3-6, [10-7] |
| 7 septembre  | Morocco Tennis Tour Meknès Meknès 42 500 € – Terre battue – Tableaux                         | Daniel Muñoz de la Nava                | Roberto Carballés Baena               | 6-4, 6-2          |
| 7 septembre  | Morocco Tennis Tour Meknès Meknès 42 500 € – Terre battue – Tableaux                         | Kevin Krawietz Maximilian Marterer     | Gianluca Naso Riccardo Sinicropi      | 7-5, 6-1          |
| 7 septembre  | Trophée des Alpilles Saint-Rémy-de-Provence 42 500 € – Dur – Tableaux                        | Ivan Dodig                             | Nils Langer                           | 6-3, 6-2          |
| 7 septembre  | Trophée des Alpilles Saint-Rémy-de-Provence 42 500 € – Dur – Tableaux                        | Ken Skupski Neal Skupski               | Andrej Martin Igor Zelenay            | 6-4, 6-1          |
| 7 septembre  | Road to the Rolex Shanghai Masters Shanghai 50 000 $ – Dur – Tableaux                        | Yuki Bhambri                           | Wu Di                                 | 3-6, 6-0, 7-63    |
| 7 septembre  | Road to the Rolex Shanghai Masters Shanghai 50 000 $ – Dur – Tableaux                        | Wu Di Yi Chu-Huan                      | Thomas Fabbiano Luca Vanni            | 6-3, 7-5          |
| 14 septembre | Pekao Szczecin Open Szczecin 106 500 € +H – Terre battue – Tableaux                          | Jan-Lennard Struff                     | Artem Smirnov                         | 6-4, 6-3          |
| 14 septembre | Pekao Szczecin Open Szczecin 106 500 € +H – Terre battue – Tableaux                          | Tristan Lamasine (en) Fabrice Martin   | Federico Gaio Alessandro Giannessi    | 6-3, 7-64         |
| 14 septembre | Banja Luka Challenger Banja Luka 64 000 € +H – Terre battue – Tableaux                       | Dušan Lajović                          | Victor Hănescu                        | 7-65, 7-65        |
| 14 septembre | Banja Luka Challenger Banja Luka 64 000 € +H – Terre battue – Tableaux                       | Ilija Bozoljac Flavio Cipolla          | Jaroslav Pospíšil Jan Šátral          | 6-2, 7-5          |
| 14 septembre | AMEX Istanbul Challenger Istanbul 75 000 $ – Dur – Tableaux                                  | Karen Khachanov                        | Serhiy Stakhovsky                     | 4-6, 6-4, 6-3     |
| 14 septembre | AMEX Istanbul Challenger Istanbul 75 000 $ – Dur – Tableaux                                  | Andrey Kuznetsov Aleksandr Nedovyesov  | Aleksandre Metreveli Anton Zaitcev    | 6-2, 5-7, [10-8]  |
| 14 septembre | China International Nanchang Nanchang 50 000 $ +H – Dur – Tableaux                           | Peter Gojowczyk                        | Amir Weintraub                        | 6-2, 6-1          |
| 14 septembre | China International Nanchang Nanchang 50 000 $ +H – Dur – Tableaux                           | Jonathan Eysseric Jürgen Zopp          | Lee Hsin-Han Amir Weintraub           | 6-4, 6-2          |
| 14 septembre | Morocco Tennis Tour Kénitra Kénitra 42 500 € – Terre battue – Tableaux                       | Roberto Carballés Baena                | Oriol Roca Batalla                    | 6-1, 5-1 ab.      |
| 14 septembre | Morocco Tennis Tour Kénitra Kénitra 42 500 € – Terre battue – Tableaux                       | Gerard Granollers Oriol Roca Batalla   | Kevin Krawietz Maximilian Marterer    | 3-6, 7-64, [10-8] |
| 14 septembre | Cary Tennis Championships Cary 50 000 $ – Dur – Tableaux                                     | Dennis Novikov                         | Ryan Harrison                         | 6-4, 7-5          |
| 14 septembre | Cary Tennis Championships Cary 50 000 $ – Dur – Tableaux                                     | Chase Buchanan Blaž Rola               | Austin Krajicek Nicholas Monroe       | 6-4, 65-7, [10-4] |
| 21 septembre | OEC Kaohsiung Challenger Kaohsiung 125 000 $ +H – Dur – Tableaux                             | Chung Hyeon                            | Yuki Bhambri                          | 7-5, 6-4          |
| 21 septembre | OEC Kaohsiung Challenger Kaohsiung 125 000 $ +H – Dur – Tableaux                             | Hsieh Cheng-peng Yang Tsung-hua        | Gong Maoxin Peng Hsien-yin            | 6-2, 6-2          |
| 21 septembre | Folkart Izmir Cup Izmir 64 000 € – Dur – Tableaux                                            | Lukáš Lacko                            | Marius Copil                          | 6-3, 7-65         |
| 21 septembre | Folkart Izmir Cup Izmir 64 000 € – Dur – Tableaux                                            | Saketh Myneni Divij Sharan             | Malek Jaziri Denys Molchanov          | 7-65, 4-6, ab.    |
| 21 septembre | Sibiu Open Sibiu 42 500 € +H – Terre battue – Tableaux                                       | Adrian Ungur                           | Pere Riba                             | 6-4, 3-6, 7-5     |
| 21 septembre | Sibiu Open Sibiu 42 500 € +H – Terre battue – Tableaux                                       | Victor Crivoi Petru-Alexandru Luncanu  | Ilija Bozoljac Dušan Lajović          | 6-4, 6-3          |
| 21 septembre | Arimex Challenger Open Trnava 42 500 € +H – Terre battue – Tableaux                          | Robin Haase                            | Horacio Zeballos                      | 6-4, 6-1          |
| 21 septembre | Arimex Challenger Open Trnava 42 500 € +H – Terre battue – Tableaux                          | Wesley Koolhof Matwé Middelkoop        | Kamil Majchrzak Stéphane Robert       | 6-4, 6-2          |
| 21 septembre | Campeonato Internacional de Tênis de Campinas Campinas 50 000 $ +H – Terre battue – Tableaux | Facundo Argüello                       | Diego Schwartzman                     | 7-5, 6-3          |
| 21 septembre | Campeonato Internacional de Tênis de Campinas Campinas 50 000 $ +H – Terre battue – Tableaux | Andrés Molteni Hans Podlipnik-Castillo | Guilherme Clezar Fabrício Neis        | 3-6, 6-2, [10-0]  |
| 21 septembre | Columbus Challenger Columbus 50 000 $ – Dur (int.) – Tableaux                                | Dennis Novikov                         | Ryan Harrison                         | 6-4, 3-6, 6-3     |
| 21 septembre | Columbus Challenger Columbus 50 000 $ – Dur (int.) – Tableaux                                | Chase Buchanan Blaž Rola               | Mitchell Krueger Eric Quigley         | 6-4, 4-6, [19-17] |
| 28 septembre | Open d'Orléans Orléans 106 500 € +H – Dur (int.) – Tableaux                                  | Jan-Lennard Struff                     | Jerzy Janowicz                        | 5-7, 6-4, 6-3     |
| 28 septembre | Open d'Orléans Orléans 106 500 € +H – Dur (int.) – Tableaux                                  | Tristan Lamasine (en) Fabrice Martin   | Ken Skupski Neal Skupski              | 6-4, 7-62         |
| 28 septembre | Wells Fargo Tiburon Challenger Tiburon 100 000 $ – Dur – Tableaux                            | Tim Smyczek                            | Denis Kudla                           | 1-6, 6-1, 7-67    |
| 28 septembre | Wells Fargo Tiburon Challenger Tiburon 100 000 $ – Dur – Tableaux                            | Johan Brunström Frederik Nielsen       | Carsten Ball Matt Reid                | 7-62, 6-1         |
| 28 septembre | Ağrı Cup Ağrı 42 500 € +H – Dur – Tableaux                                                   | Farrukh Dustov                         | Saketh Myneni                         | 6-4, 6-4          |
| 28 septembre | Ağrı Cup Ağrı 42 500 € +H – Dur – Tableaux                                                   | Konstantin Kravchuk Denys Molchanov    | Alexandr Igoshin Yaraslav Shyla       | 6-3, 7-64         |
| 28 septembre | BFD Energy Challenger Rome 42 500 € +H – Terre battue – Tableaux                             | Federico Delbonis                      | Filip Krajinović                      | 1-6, 6-3, 6-4     |
| 28 septembre | BFD Energy Challenger Rome 42 500 € +H – Terre battue – Tableaux                             | Tomasz Bednarek Mateusz Kowalczyk      | Íñigo Cervantes Mark Vervoort         | 6-2, 6-1          |
| 28 septembre | Seguros Bolívar Open Pereira Pereira 50 000 $ +H – Terre battue – Tableaux                   | Paolo Lorenzi                          | Alejandro González                    | 4-6, 6-3, 6-4     |
| 28 septembre | Seguros Bolívar Open Pereira Pereira 50 000 $ +H – Terre battue – Tableaux                   | Andrés Molteni Fernando Romboli        | Marcelo Arévalo Juan Sebastián Gómez  | 6-4, 7-612        |
| 28 septembre | Aberto de Tênis do Rio Grande do Sul Porto Alegre 40 000 $ +H – Terre battue – Tableaux      | Guido Pella                            | Diego Schwartzman                     | 6-3, 7-65         |
| 28 septembre | Aberto de Tênis do Rio Grande do Sul Porto Alegre 40 000 $ +H – Terre battue – Tableaux      | Gastão Elias Frederico Ferreira Silva  | Cristian Garín Juan Carlos Sáez       | 6-2, 6-4          |

### Octobre
| Date       | Tournoi                                                                         | Vainqueurs                                 | Finalistes                                  | Score              |
| ---------- | ------------------------------------------------------------------------------- | ------------------------------------------ | ------------------------------------------- | ------------------ |
| 5 octobre  | Ethias Trophy Mons 106 500 € +H – Dur (int.) – Tableaux                         | Illya Marchenko                            | Benjamin Becker                             | 6-2, 68-7, 6-4     |
| 5 octobre  | Ethias Trophy Mons 106 500 € +H – Dur (int.) – Tableaux                         | Ruben Bemelmans Philipp Petzschner         | Rameez Junaid Igor Zelenay                  | 6-3, 6-1           |
| 5 octobre  | Sacramento Pro Circuit Challenger Sacramento 100 000 $ – Dur – Tableaux         | Taylor Fritz                               | Jared Donaldson                             | 6-4, 3-6, 6-4      |
| 5 octobre  | Sacramento Pro Circuit Challenger Sacramento 100 000 $ – Dur – Tableaux         | Blaž Kavčič Grega Žemlja                   | Daniel Brands Dustin Brown                  | 6-1, 3-6, [10-3]   |
| 5 octobre  | Claro Open Medellín 50 000 $ +H – Terre battue – Tableaux                       | Paolo Lorenzi                              | Gonzalo Lama                                | 7-63, 2-0 ab.      |
| 5 octobre  | Claro Open Medellín 50 000 $ +H – Terre battue – Tableaux                       | Nicolás Barrientos Eduardo Struvay         | Alejandro Gómez Felipe Mantilla             | 7-66, 64-7, [10-4] |
| 5 octobre  | Morocco Tennis Tour Mohammedia Mohammédia 42 500 € – Terre battue – Tableaux    | Roberto Carballés Baena                    | Kamil Majchrzak                             | 7-64, 6-2          |
| 5 octobre  | Morocco Tennis Tour Mohammedia Mohammédia 42 500 € – Terre battue – Tableaux    | Íñigo Cervantes Mark Vervoort              | Roberto Carballés Baena Pablo Carreño-Busta | 3-6, 7-62, [12-10] |
| 5 octobre  | IS Open São Paulo 50 000 $ – Terre battue – Tableaux                            | Carlos Berlocq                             | Kimmer Coppejans                            | 6-3, 6-1           |
| 5 octobre  | IS Open São Paulo 50 000 $ – Terre battue – Tableaux                            | Hans Podlipnik-Castillo Caio Zampieri      | Nicolás Kicker Renzo Olivo                  | 7-5, 6-0           |
| 12 octobre | Tashkent Challenger Tachkent 125 000 $ +H – Dur – Tableaux                      | Denis Istomin                              | Lukáš Lacko                                 | 6-3, 6-4           |
| 12 octobre | Tashkent Challenger Tachkent 125 000 $ +H – Dur – Tableaux                      | Sergey Betov Mikhail Elgin                 | Andre Begemann Artem Sitak                  | 6-4, 6-4           |
| 12 octobre | Open de Rennes Rennes 85 000 € +H – Dur (int.) – Tableaux                       | Malek Jaziri                               | Igor Sijsling                               | 5-7, 7-5, 6-4      |
| 12 octobre | Open de Rennes Rennes 85 000 € +H – Dur (int.) – Tableaux                       | Andrea Arnaboldi Antonio Šančić            | Wesley Koolhof Matwé Middelkoop             | 6-4, 2-6, [14-12]  |
| 12 octobre | Vietnam Open Hô-Chi-Minh-Ville 50 000 $ +H – Dur – Tableaux                     | Saketh Myneni                              | Jordan Thompson                             | 7-5, 6-3           |
| 12 octobre | Vietnam Open Hô-Chi-Minh-Ville 50 000 $ +H – Dur – Tableaux                     | Tristan Lamasine (en) Nils Langer          | Saketh Myneni Sanam Singh                   | 1-6, 6-3, [10-8]   |
| 12 octobre | Morocco Tennis Tour Casablanca II Casablanca 42 500 € – Terre battue – Tableaux | Damir Džumhur                              | Daniel Muñoz de la Nava                     | 3-6, 6-3, 6-2      |
| 12 octobre | Morocco Tennis Tour Casablanca II Casablanca 42 500 € – Terre battue – Tableaux | Laurynas Grigelis Mohamed Safwat           | Thiemo de Bakker Stephan Fransen            | 6-4, 6-3           |
| 12 octobre | ATP Challenger Corrientes Corrientes 50 000 $ – Terre battue – Tableaux         | Máximo González                            | Diego Schwartzman                           | 3-6, 7-5, 6-4      |
| 12 octobre | ATP Challenger Corrientes Corrientes 50 000 $ – Terre battue – Tableaux         | Julio Peralta Horacio Zeballos             | Guillermo Durán Máximo González             | 6-2, 6-3           |
| 12 octobre | Fairfield Men's Pro Challenger Fairfield 50 000 $ – Dur – Tableaux              | Taylor Fritz                               | Dustin Brown                                | 6-3, 6-4           |
| 12 octobre | Fairfield Men's Pro Challenger Fairfield 50 000 $ – Dur – Tableaux              | Johan Brunström Frederik Nielsen           | Carsten Ball Dustin Brown                   | 6-3, 5-7, [10-5]   |
| 19 octobre | Open Brest Arena Crédit Agricole Brest 106 500 € +H – Dur (int.) – Tableaux     | Ivan Dodig                                 | Benoît Paire                                | 7-5, 6-1           |
| 19 octobre | Open Brest Arena Crédit Agricole Brest 106 500 € +H – Dur (int.) – Tableaux     | Wesley Koolhof Matwé Middelkoop            | Ken Skupski Neal Skupski                    | 3-6, 6-4, [10-6]   |
| 19 octobre | Yinzhou Bank Cup Ningbo 125 000 $ – Dur – Tableaux                              | Lu Yen-hsun                                | Jürgen Zopp                                 | 7-63, 6-1          |
| 19 octobre | Yinzhou Bank Cup Ningbo 125 000 $ – Dur – Tableaux                              | Dudi Sela Amir Weintraub                   | Nikola Mektić Franko Škugor                 | 6-3, 3-6, [10-6]   |
| 19 octobre | Air Asia Open Bangalore 50 000 $ – Dur – Tableaux                               | James Ward                                 | Adrián Menéndez-Maceiras                    | 6-2, 7-5           |
| 19 octobre | Air Asia Open Bangalore 50 000 $ – Dur – Tableaux                               | Saketh Myneni Sanam Singh                  | John Paul Fruttero Vijay Sundar Prashanth   | 5-7, 6-4, [10-2]   |
| 19 octobre | Las Vegas Tennis Open Las Vegas 50 000 $ – Dur – Tableaux                       | Thiemo de Bakker                           | Grega Žemlja                                | 3-6, 6-3, 6-1      |
| 19 octobre | Las Vegas Tennis Open Las Vegas 50 000 $ – Dur – Tableaux                       | Carsten Ball Dustin Brown                  | Dean O'Brien Ruan Roelofse                  | 3-6, 6-3, [10-6]   |
| 19 octobre | Movistar ATP Challenger Santiago 50 000 $ – Terre battue – Tableaux             | Rogério Dutra Silva                        | Horacio Zeballos                            | 7-5, 3-6, 7-5      |
| 19 octobre | Movistar ATP Challenger Santiago 50 000 $ – Terre battue – Tableaux             | Guillermo Durán Máximo González            | Andrej Martin Hans Podlipnik-Castillo       | 7-62, 7-5          |
| 26 octobre | Monterrey Open Afirme Monterrey 100 000 $ +H – Dur – Tableaux                   | Thiemo de Bakker                           | Víctor Estrella                             | 7-61, 4-6, 6-3     |
| 26 octobre | Monterrey Open Afirme Monterrey 100 000 $ +H – Dur – Tableaux                   | Thiemo de Bakker Mark Vervoort             | Paolo Lorenzi Fernando Romboli              | Forfait            |
| 26 octobre | China International Suzhou Open Suzhou 75 000 $ – Dur – Tableaux                | Dudi Sela                                  | Matija Pecotić                              | 6-1, 1-0 ab.       |
| 26 octobre | China International Suzhou Open Suzhou 75 000 $ – Dur – Tableaux                | Lee Hsin-Han Denys Molchanov               | Gong Maoxin Peng Hsien-yin                  | 3-6, 7-65, [10-4]  |
| 26 octobre | Lima Challenger Copa Claro Lima 50 000 $ +H – Terre battue – Tableaux           | Gastão Elias                               | Andrej Martin                               | 6-2, 7-64          |
| 26 octobre | Lima Challenger Copa Claro Lima 50 000 $ +H – Terre battue – Tableaux           | Andrej Martin Hans Podlipnik-Castillo      | Rogério Dutra Silva João Souza              | 6-3, 6-4           |
| 26 octobre | Latrobe City Traralgon Challenger Traralgon 50 000 $ – Dur – Tableaux           | Matthew Ebden                              | Jordan Thompson                             | 7-5, 6-3           |
| 26 octobre | Latrobe City Traralgon Challenger Traralgon 50 000 $ – Dur – Tableaux           | Dayne Kelly Marinko Matosevic              | Omar Jasika Bradley Mousley                 | 7-5, 6-2           |
| 26 octobre | KPIT MSLTA Challenger Pune 50 000 $ – Dur – Tableaux                            | Yuki Bhambri                               | Evgeny Donskoy                              | 6-2, 7-64          |
| 26 octobre | KPIT MSLTA Challenger Pune 50 000 $ – Dur – Tableaux                            | Gerard Granollers Adrián Menéndez-Maceiras | Maximilian Neuchrist Divij Sharan           | 1-6, 6-3, [10-6]   |

### Novembre
| Date        | Tournoi                                                                                       | Vainqueurs                                    | Finalistes                         | Score             |
| ----------- | --------------------------------------------------------------------------------------------- | --------------------------------------------- | ---------------------------------- | ----------------- |
| 2 novembre  | E@ Hua Hin Open Hua Hin 125 000 $ – Dur – Tableaux                                            | Yuichi Sugita                                 | Stéphane Robert                    | 6-2, 1-6, 6-3     |
| 2 novembre  | E@ Hua Hin Open Hua Hin 125 000 $ – Dur – Tableaux                                            | Lee Hsin-han Lu Yen-hsun                      | Andre Begemann Purav Raja          | Forfait           |
| 2 novembre  | Milo Open Bogotá Bogota 50 000 $ +H – Terre battue – Tableaux                                 | Eduardo Struvay                               | Paolo Lorenzi                      | 6-3, 4-6, 6-4     |
| 2 novembre  | Milo Open Bogotá Bogota 50 000 $ +H – Terre battue – Tableaux                                 | Julio Peralta Horacio Zeballos                | Nicolás Barrientos Eduardo Struvay | 6-3, 6-4          |
| 2 novembre  | Challenger Ciudad de Guayaquil Guayaquil 50 000 $ +H – Terre battue – Tableaux                | Gastão Elias                                  | Diego Schwartzman                  | 6-0, 6-4          |
| 2 novembre  | Challenger Ciudad de Guayaquil Guayaquil 50 000 $ +H – Terre battue – Tableaux                | Guillermo Durán Andrés Molteni                | Gastão Elias Fabricio Neis         | 6-3, 6-4          |
| 2 novembre  | Canberra Tennis International Canberra 50 000 $ – Dur – Tableaux                              | Benjamin Mitchell                             | Luke Saville                       | 5-7, 6-0, 6-1     |
| 2 novembre  | Canberra Tennis International Canberra 50 000 $ – Dur – Tableaux                              | Alex Bolt Andrew Whittington                  | Brydan Klein Dane Propoggia        | 7-62, 6-3         |
| 2 novembre  | Charlottesville Men's Pro Challenger Charlottesville 50 000 $ – Dur (int.) – Tableaux         | Noah Rubin                                    | Tommy Paul                         | 3-6, 7-67, 6-3    |
| 2 novembre  | Charlottesville Men's Pro Challenger Charlottesville 50 000 $ – Dur (int.) – Tableaux         | Chase Buchanan Tennys Sandgren                | Peter Polansky Adil Shamasdin      | 3-6, 6-4, [10-5]  |
| 2 novembre  | Bauer Watertechnology Cup Eckental 35 000 € +H – Moquette (int.) – Tableaux                   | Mikhail Youzhny                               | Benjamin Becker                    | 7-5, 6-3          |
| 2 novembre  | Bauer Watertechnology Cup Eckental 35 000 € +H – Moquette (int.) – Tableaux                   | Ruben Bemelmans Philipp Petzschner            | Ken Skupski Neal Skupski           | 7-5, 6-2          |
| 9 novembre  | Peugeot Slovak Open Bratislava 85 000 € +H – Dur (int.) – Tableaux                            | Egor Gerasimov                                | Lukáš Lacko                        | 7-61, 7-65        |
| 9 novembre  | Peugeot Slovak Open Bratislava 85 000 € +H – Dur (int.) – Tableaux                            | Ilija Bozoljac Igor Zelenay                   | Ken Skupski Neal Skupski           | 7-63, 4-6, [10-5] |
| 9 novembre  | Internationaux de tennis de Vendée Mouilleron-le-Captif 64 000 € +H – Dur (int.) – Tableaux   | Benoît Paire                                  | Lucas Pouille                      | 6-4, 1-6, 7-67    |
| 9 novembre  | Internationaux de tennis de Vendée Mouilleron-le-Captif 64 000 € +H – Dur (int.) – Tableaux   | Sander Arends Adam Majchrowicz                | Alexander Bury Andreas Siljeström  | 6-3, 5-7, [10-8]  |
| 9 novembre  | Sparkassen ATP Challenger Ortisei 64 000 € – Dur (int.) – Tableaux                            | Ričardas Berankis                             | Rajeev Ram                         | 7-63, 6-4         |
| 9 novembre  | Sparkassen ATP Challenger Ortisei 64 000 € – Dur (int.) – Tableaux                            | Maximilian Neuchrist Tristan-Samuel Weissborn | Nikola Mektić Antonio Šančić       | 7-67, 6-3         |
| 9 novembre  | Hyogo NOAH Challenger Kobe 50 000 $ +H – Dur (int.) – Tableaux                                | John Millman                                  | Taro Daniel                        | 6-1, 6-3          |
| 9 novembre  | Hyogo NOAH Challenger Kobe 50 000 $ +H – Dur (int.) – Tableaux                                | Sanchai Ratiwatana Sonchat Ratiwatana         | Chen Ti Franko Škugor              | 6-4, 2-6, [11-9]  |
| 9 novembre  | Copa Fila Buenos Aires 50 000 $ +H – Terre battue – Tableaux                                  | Kyle Edmund                                   | Carlos Berlocq                     | 6-0, 6-4          |
| 9 novembre  | Copa Fila Buenos Aires 50 000 $ +H – Terre battue – Tableaux                                  | Julio Peralta Horacio Zeballos                | Guido Andreozzi Lucas Arnold Ker   | 6-2, 7-5          |
| 9 novembre  | Knoxville Challenger Knoxville 50 000 $ – Dur (int.) – Tableaux                               | Daniel Evans                                  | Frances Tiafoe                     | 5-7, 6-1, 6-3     |
| 9 novembre  | Knoxville Challenger Knoxville 50 000 $ – Dur (int.) – Tableaux                               | Johan Brunström Frederik Nielsen              | Sekou Bangoura Matt Seeberger      | 6-1, 6-2          |
| 16 novembre | Trofeo Citta di Brescia Brescia 42 500 € +H – Moquette (int.) – Tableaux                      | Igor Sijsling                                 | Mirza Bašić                        | 6-4, 6-4          |
| 16 novembre | Trofeo Citta di Brescia Brescia 42 500 € +H – Moquette (int.) – Tableaux                      | Ilija Bozoljac Igor Zelenay                   | Mirza Bašić Nikola Mektić          | 6-0, 6-3          |
| 16 novembre | Uruguay Open Montevideo 50 000 $ +H – Terre battue – Tableaux                                 | Guido Pella                                   | Íñigo Cervantes                    | 7-5, 2-6, 6-4     |
| 16 novembre | Uruguay Open Montevideo 50 000 $ +H – Terre battue – Tableaux                                 | Andrej Martin Hans Podlipnik-Castillo         | Marcelo Demoliner Gastão Elias     | 6-4, 3-6, [10-6]  |
| 16 novembre | Keio Challenger Yokohama 50 000 $ – Dur – Tableaux                                            | Taro Daniel                                   | Go Soeda                           | 4-6, 6-3, 6-3     |
| 16 novembre | Keio Challenger Yokohama 50 000 $ – Dur – Tableaux                                            | Sanchai Ratiwatana Sonchat Ratiwatana         | Riccardo Ghedin Yi Chu-huan        | 6-4, 6-4          |
| 16 novembre | JSM Challenger of Champaign–Urbana Champaign 50 000 $ – Dur (int.) – Tableaux                 | Henri Laaksonen                               | Taylor Fritz                       | 4-6, 6-2, 6-2     |
| 16 novembre | JSM Challenger of Champaign–Urbana Champaign 50 000 $ – Dur (int.) – Tableaux                 | David O'Hare Joe Salisbury                    | Austin Krajicek Nicholas Monroe    | 6-1, 6-4          |
| 23 novembre | ATP Challenger Tour Finals São Paulo 220 000 $ +H – Terre battue (int.) – Tableau             | Íñigo Cervantes                               | Daniel Muñoz de la Nava            | 6-2, 3-6, 7-64    |
| 23 novembre | ATP Challenger Tour Finals São Paulo 220 000 $ +H – Terre battue (int.) – Tableau             | Pas de tableau de double                      |                                    |                   |
| 23 novembre | Internazionali di Tennis Andria e Castel del Monte Andria 42 500 € +H – Dur (int.) – Tableaux | Ivan Dodig                                    | Michael Berrer                     | 6-2, 6-1          |
| 23 novembre | Internazionali di Tennis Andria e Castel del Monte Andria 42 500 € +H – Dur (int.) – Tableaux | Marco Chiudinelli Frank Moser                 | Carsten Ball Dustin Brown          | 7-65, 7-5         |
| 23 novembre | Dunlop Srixon World Challenge Toyota 40 000 $ +H – Moquette (int.) – Tableaux                 | Yoshihito Nishioka                            | Alexander Kudryavtsev              | 6-3, 6-4          |
| 23 novembre | Dunlop Srixon World Challenge Toyota 40 000 $ +H – Moquette (int.) – Tableaux                 | Brydan Klein Matt Reid                        | Riccardo Ghedin Yi Chu-huan        | 6-2, 7-63         |

## Classement ATP Challenger
Ce classement est obtenu en tenant compte des dix meilleurs résultats (points ATP récoltés) sur une année civile (du 27 octobre 2014 au 2 novembre 2015), uniquement dans les tournois Challengers. À la fin de l'année, ce classement permet de déterminer les sept joueurs qualifiés pour le tournoi ATP Challenger Tour Finals, équivalent au Masters sur le circuit ATP. Cependant, ce classement n'a qu'une valeur indicative puisque les joueurs sont libres de refuser de participer au Challenger Tour Finals.
Classement final au 2 novembre 2015.
| Rang | Joueur                  | Points | Tournois joués | Classement ATP |
| ---- | ----------------------- | ------ | -------------- | -------------- |
| 1    | Chung Hyeon             | 582    | 13             | 51             |
| 2    | Daniel Muñoz de la Nava | 556    | 21             | 86             |
| 3    | Paolo Lorenzi           | 548    | 17             | 68             |
| 4    | Guido Pella             | 532    | 17             | 75             |
| 5    | Yuki Bhambri            | 511    | 18             | 89             |
| 6    | John Millman            | 476    | 15             | 74             |
| 7    | Marco Cecchinato        | 467    | 16             | 90             |
| 8    | Íñigo Cervantes         | 439    | 22             | 105            |
| 9    | Farrukh Dustov          | 438    | 19             | 129            |
| 10   | Radu Albot              | 429    | 17             | 118            |
| 11   | Illya Marchenko         | 417    | 15             | 83             |
| 12   | Thiemo de Bakker        | 408    | 15             | 96             |
| 13   | Rogério Dutra Silva     | 403    | 21             | 120            |
| 14   | Filip Krajinović        | 400    | 13             | 97             |
| 15   | Kyle Edmund             | 397    | 13             | 107            |
| 16   | Damir Džumhur           | 380    | 17             | 81             |
| 17   | Kimmer Coppejans        | 380    | 21             | 123            |
| 18   | Bjorn Fratangelo        | 375    | 23             | 130            |
| 19   | Matthew Ebden           | 372    | 17             | 108            |
| 20   | Robin Haase             | 367    | 7              | 65             |

- En italique, les joueurs du Top 50 mondial dont l'accès aux tournois Challenger est limité.
- En gras, les joueurs qualifiés pour les ATP Challenger Tour Finals.

## ATP Challenger Tour Finals
Le classement ATP Challenger du 2 novembre détermine la liste d'acceptation pour le tournoi ATP Challenger Tour Finals. Les 8 joueurs qui y participent sont les Espagnols Daniel Muñoz de la Nava et Íñigo Cervantes, les Italiens Paolo Lorenzi et Marco Cecchinato, l'Argentin Guido Pella, l’Ouzbek Farrukh Dustov, le Moldave Radu Albot et le Brésilien Guilherme Clezar (sur invitation).
|  |                     |            |                         |            |                 |     |    |        |        |        |        |        |
|  | 1/2 finale          | 1/2 finale | 1/2 finale              | 1/2 finale | 1/2 finale      |     |    | Finale | Finale | Finale | Finale | Finale |
|  |                     |            |                         |            |                 |     |    |        |        |        |        |        |
|  |                     |            |                         |            |                 |     |    |        |        |        |        |        |
|  | Íñigo Cervantes     | (5)        | 6                       | 7          |                 |     |    |        |        |        |        |        |
|  | Íñigo Cervantes     | (5)        | 6                       | 7          |                 |     |    |        |        |        |        |        |
|  | Guilherme Clezar    | (8/WC)     | 3                       | 69         |                 |     |    |        |        |        |        |        |
|  | Guilherme Clezar    | (8/WC)     | 3                       | 69         | Íñigo Cervantes | (5) | 6  | 3      | 7      |        |        |        |
|  |                     |            |                         |            |                 | (5) | 6  | 3      | 7      |        |        |        |
|  |                     |            | Daniel Muñoz de la Nava | (3)        | 2               | 6   | 64 |        |        |        |        |        |
|  | D. Muñoz de la Nava | (3)        | Daniel Muñoz de la Nava | (3)        | 2               | 6   | 64 |        |        |        |        |        |
|  | D. Muñoz de la Nava | (3)        |                         |            |                 |     |    |        |        |        |        |        |
|  | Guido Pella         | (2)        | forfait                 | forfait    | forfait         |     |    |        |        |        |        |        |
|  | Guido Pella         | (2)        | forfait                 | forfait    | forfait         |     |    |        |        |        |        |        |

## Statistiques

### En simple
| Joueur                  | Nombre | Titres                                               |
| ----------------------- | ------ | ---------------------------------------------------- |
| Íñigo Cervantes         | 4      | Ostrava, Vicence, Marbourg, Finals                   |
| Chung Hyeon             | 4      | Burnie, Savannah, Busan, Kaohsiung                   |
| Paolo Lorenzi           | 4      | Eskişehir, Cortina, Pereira, Medellín                |
| Guido Pella             | 4      | San Luis Potosí, São Paulo, Porto Alegre, Montevideo |
| / Aljaž Bedene*         | 3      | Irving, Rome I, Todi                                 |
| Taro Daniel             | 3      | Verceil, Fürth, Yokohama                             |
| Federico Delbonis       | 3      | Sarasota, Milan, Rome II                             |
| Ivan Dodig              | 3      | St-Rémy-de-Provence, Brest, Andria                   |
| Damir Džumhur           | 3      | St-Domingue, Alphen-sur-le-Rhin, Casablanca II       |
| Kyle Edmund             | 3      | Hong Kong, Binghamton, Buenos Aires                  |
| Teymuraz Gabashvili     | 3      | Karchi, Samarcande, Ferghana                         |
| John Millman            | 3      | Lexington, Aptos, Kobe                               |
| Daniel Muñoz de la Nava | 3      | Naples, Moscou, Meknès                               |
| Benoît Paire            | 3      | Bergame, Quimper, Mouilleron-le-Captif               |
| Dudi Sela               | 3      | Batman, Vancouver, Suzhou                            |
| Facundo Argüello        | 2      | Tallahassee, Campinas                                |
| Nikoloz Basilashvili    | 2      | Ra'anana, Scheveningen                               |
| Yuki Bhambri            | 2      | Shanghai, Pune                                       |
| Roberto Carballés Baena | 2      | Kénitra, Mohammédia                                  |
| Pablo Carreño-Busta     | 2      | Pérouse, Poznań                                      |
| Kimmer Coppejans        | 2      | Canton, Mersin                                       |
| Thiemo de Bakker        | 2      | Las Vegas, Monterrey                                 |
| Somdev Devvarman        | 2      | New Delhi, Winnetka                                  |
| Farrukh Dustov          | 2      | Wrocław, Ağrı                                        |
| Rogério Dutra Silva     | 2      | Prague II, Santiago                                  |
| Matthew Ebden           | 2      | Surbiton, Traralgon                                  |
| Gastão Elias            | 2      | Lima, Guayaquil                                      |
| Taylor Fritz            | 2      | Sacramento, Fairfield                                |
| Norbert Gombos          | 2      | Cherbourg, Prague I                                  |
| Máximo González         | 2      | Mestre, Corrientes                                   |
| Sam Groth               | 2      | Taipei, Manchester                                   |
| Robin Haase             | 2      | Aix-en-Provence, Trnava                              |
| Filip Krajinović        | 2      | Brunswick, Cordenons                                 |
| Andrey Kuznetsov        | 2      | Manerbio, Côme                                       |
| Andrej Martin           | 2      | Padoue, Biella                                       |
| Dennis Novikov          | 2      | Cary, Columbus                                       |
| Tim Smyczek             | 2      | Dallas, Tiburon                                      |
| Jan-Lennard Struff      | 2      | Szczecin, Orléans                                    |
| Yuichi Sugita           | 2      | Bangkok, Hua Hin                                     |

| Pays               | Nombre |
| ------------------ | ------ |
| Argentine          | 14     |
| Espagne            | 14     |
| États-Unis         | 14     |
| Australie          | 10     |
| Russie             | 9      |
| France             | 7      |
| Japon              | 7      |
| Royaume-Uni        | 7      |
| Italie             | 6      |
| Allemagne          | 5      |
| Belgique           | 5      |
| Croatie            | 5      |
| Inde               | 5      |
| Pays-Bas           | 5      |
| Slovaquie          | 5      |
| Bosnie-Herzégovine | 4      |
| Corée du Sud       | 4      |
| Brésil             | 3      |
| Israël             | 3      |
| Serbie             | 3      |
| Slovénie           | 3      |
| Ouzbékistan        | 3      |

* Aljaž Bedene a pris la nationalité britannique en mars 2015, il a donc remporté un titre pour la Slovénie et deux pour la Grande-Bretagne.

### En double
| Joueur                  | Nombre | Titres                                                                                   |
| ----------------------- | ------ | ---------------------------------------------------------------------------------------- |
| Hans Podlipnik-Castillo | 9      | St-Domingue, Verceil, Ostrava, Biella, Liberec, Campinas, São Paulo II, Lima, Montevideo |
| Guillermo Durán         | 8      | Bucaramanga, San Luis Potosí, Savannah, Fürth, Caltanissetta, Gênes, Santiago, Guayaquil |
| Mikhail Elgin           | 8      | Kazan, Samarcande, Eskişehir, Ferghana, Padoue, Brunswick, Poznań, Tachkent              |
| Horacio Zeballos        | 8      | San Luis Potosí, Savannah, Fürth, Moscou, Gênes, Corrientes, Bogota, Buenos Aires        |
| Wesley Koolhof          | 7      | Glasgow, Turin, Marbourg, Prague II, Séville, Trnava, Brest                              |
| Matwé Middelkoop        | 7      | Glasgow, Turin, Marbourg, Prague II, Séville, Trnava, Brest                              |
| Andrej Martin           | 6      | Ostrava, Biella, Liberec, Cordenons, Lima, Montevideo                                    |
| Andrés Molteni          | 6      | Bucaramanga, Santiago, Pérouse, Campinas, Pereira, Guayaquil                             |
| Igor Zelenay            | 6      | Kazan, Heilbronn, Prague I, Cordenons, Bratislava, Brescia                               |
| Sergey Betov            | 5      | Samarcande, Eskişehir, Ferghana, Brunswick, Tachkent                                     |
| Flavio Cipolla          | 5      | Quimper, Mestre, Todi, Manerbio, Banja Luka                                              |
| Denys Molchanov         | 5      | Dallas, Astana, Ségovie, Ağrı, Suzhou                                                    |
| Ilija Bozoljac          | 4      | Naples, Banja Luka, Bratislava, Brescia                                                  |
| Johan Brunström         | 4      | Winnetka, Tiburon, Fairfield, Knoxville                                                  |
| Chase Buchanan          | 4      | São Paulo I, Cary, Columbus, Charlottesville                                             |
| Mateusz Kowalczyk       | 4      | Heilbronn, Prague I, Poznań, Rome II                                                     |
| Tristan Lamasine (en)   | 4      | Tampere, Szczecin, Orléans, Hô-Chi-Minh-Ville                                            |
| Frederik Nielsen        | 4      | Vancouver, Tiburon, Fairfield, Knoxville                                                 |
| Julio Peralta           | 4      | Tallahassee, Corrientes, Bogota, Buenos Aires                                            |
| Carsten Ball            | 3      | Burnie, Lexington, Las Vegas                                                             |
| Dustin Brown            | 3      | Rome I, Meerbusch, Las Vegas                                                             |
| Máximo González         | 3      | Santos, Todi, Santiago                                                                   |
| Chris Guccione          | 3      | Drummondville, Manchester, Aptos                                                         |
| Austin Krajicek         | 3      | Nouméa, León, Guadalajara                                                                |
| Fabrice Martin          | 3      | Portorož, Szczecin, Orléans                                                              |
| Aleksandr Nedovyesov    | 3      | Happy Valley, Canton, Istanbul                                                           |
| Philipp Petzschner      | 3      | Wrocław, Mons, Eckental                                                                  |
| Sanchai Ratiwatana      | 3      | Busan, Kobe, Yokohama                                                                    |
| Sonchat Ratiwatana      | 3      | Busan, Kobe, Yokohama                                                                    |
| Blaž Rola               | 3      | São Paulo I, Cary, Columbus                                                              |
| Antonio Šančić          | 3      | Milan, San Benedetto, Rennes                                                             |
| Ken Skupski             | 3      | Surbiton, Recanati, St-Rémy-de-Provence                                                  |

| Nombre | Pays                                             |
| ------ | ------------------------------------------------ |
| 20     | Argentine                                        |
| 16     | Russie                                           |
| 15     | Allemagne                                        |
| 13     | Chili, Pays-Bas                                  |
| 12     | Australie, États-Unis                            |
| 11     | Slovaquie                                        |
| 9      | Italie                                           |
| 8      | France                                           |
| 7      | Biélorussie, Brésil, Royaume-Uni, Taipei chinois |
| 6      | Espagne, Inde, Suède, Ukraine                    |
| 5      | Chine, Croatie, Pologne, Nouvelle-Zélande        |
| 4      | Danemark, Serbie, Slovénie                       |